# Manchester City W.F.C.
Manchester City Women's Football Club (tên ngắn gọn Manchester City W.F.C.; tên cũ Manchester City Ladies F.C.)  là một câu lạc bộ bóng đá nữ Anh được thành lập vào năm 1988 trực thuộc Manchester City F.C. tại Manchester. Họ hiện giờ đang thi đấu tại FA Women's Super League.

## Cầu thủ

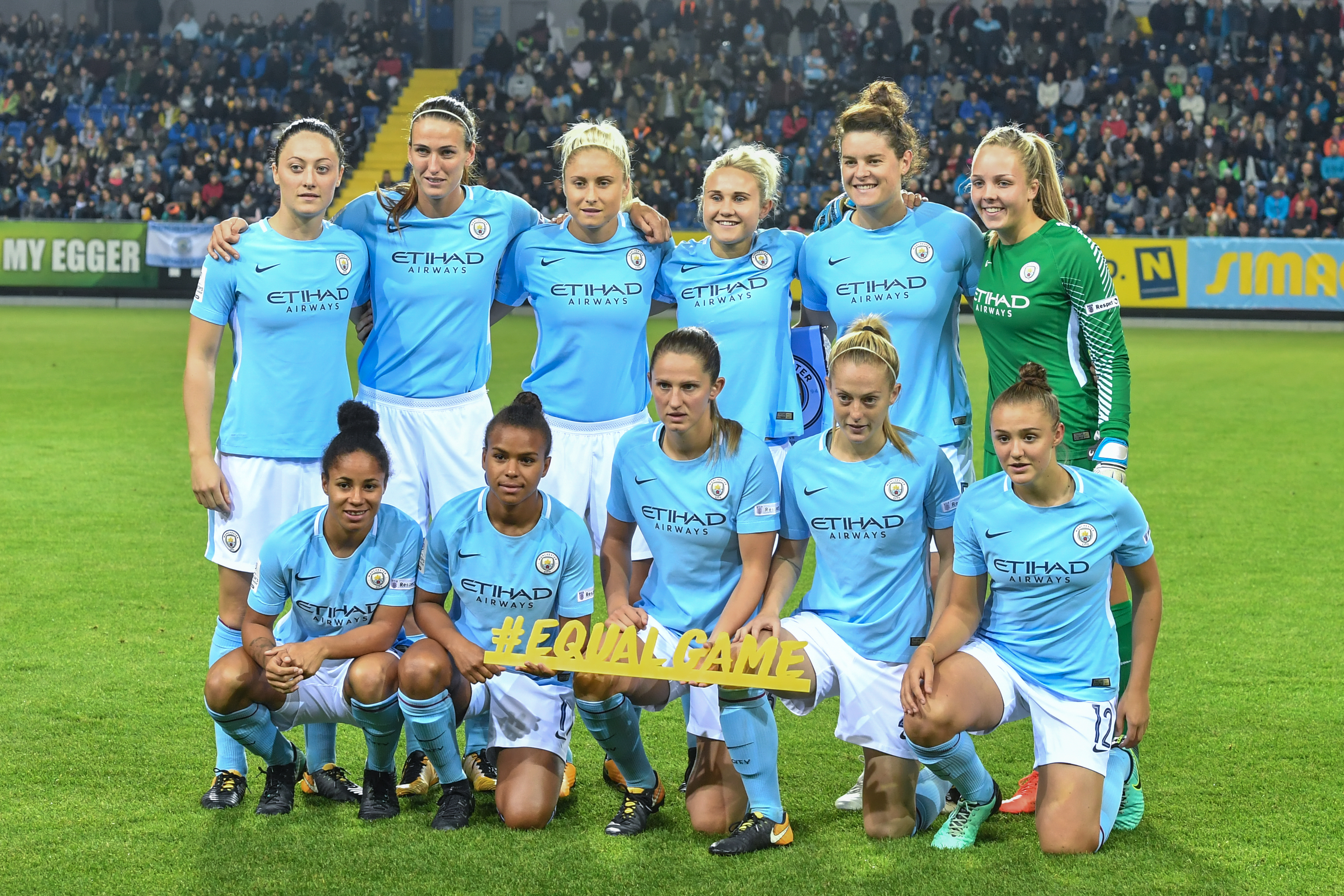
Hình ảnh đội một trước trận đấu tại Champions League với SKN St. Pölten vào ngày 4 tháng 10 năm 2017

### Đội hình hiện tại
Tính đến ngày 6 tháng 7 năm 2023
Ghi chú: Quốc kỳ chỉ đội tuyển quốc gia được xác định rõ trong điều lệ tư cách FIFA. Các cầu thủ có thể giữ hơn một quốc tịch ngoài FIFA.
| Số | VT | Quốc gia    | Cầu thủ                     |
| -- | -- | ----------- | --------------------------- |
| 1  | TM | Anh         | Ellie Roebuck               |
| 3  | HV | Anh         | Demi Stokes                 |
| 4  | HV | Tây Ban Nha | Laia Aleixandri             |
| 5  | HV | Anh         | Alex Greenwood (đội phó)    |
| 6  | HV | Anh         | Steph Houghton (đội trưởng) |
| 7  | TV | Anh         | Laura Coombs                |
| 8  | TĐ | Úc          | Mary Fowler                 |
| 9  | TĐ | Anh         | Chloe Kelly                 |
| 10 | TĐ | Venezuela   | Deyna Castellanos           |
| 11 | TĐ | Anh         | Lauren Hemp                 |
| 12 | TV | Thụy Điển   | Filippa Angeldahl           |
| 14 | HV | Anh         | Esme Morgan                 |

| Số | VT | Quốc gia    | Cầu thủ          |
| -- | -- | ----------- | ---------------- |
| 15 | HV | Tây Ban Nha | Leila Ouahabi    |
| 16 | TĐ | Anh         | Jess Park        |
| 18 | HV | Hà Lan      | Kerstin Casparij |
| 20 | TV | Hà Lan      | Jill Roord       |
| 21 | TĐ | Jamaica     | Khadija Shaw     |
| 22 | TM | Anh         | Sandy MacIver    |
| 25 | TV | Nhật Bản    | Yui Hasegawa     |
| 30 | HV | Anh         | Ruby Mace        |
| 33 | HV | Úc          | Alanna Kennedy   |
| 35 | TM | Anh         | Khiara Keating   |
| 36 | TV | Anh         | Annie Hutchings  |
| 41 | TV | Na Uy       | Julie Blakstad   |

### Cho mượn
Ghi chú: Quốc kỳ chỉ đội tuyển quốc gia được xác định rõ trong điều lệ tư cách FIFA. Các cầu thủ có thể giữ hơn một quốc tịch ngoài FIFA.
| Số | VT | Quốc gia | Cầu thủ |
| -- | -- | -------- | ------- |

## Điều hành CLB
Tính đến 4 tháng 5 năm 2023
| Chức vụ                             | Tên            |
| ----------------------------------- | -------------- |
| Giám đốc thể thao                   | Nils Nielsen   |
| Huấn luyện viên trưởng              | Gareth Taylor  |
| Trợ lí huấn luyện viên              | Alan Mahon     |
| Trợ lí huấn luyện viên              | Chris Williams |
| Giám đốc khoa học thể thao và y học | James McCarron |
| Nhà phân tích                       | Jermaine Lopia |